# 丹波の芝むくり

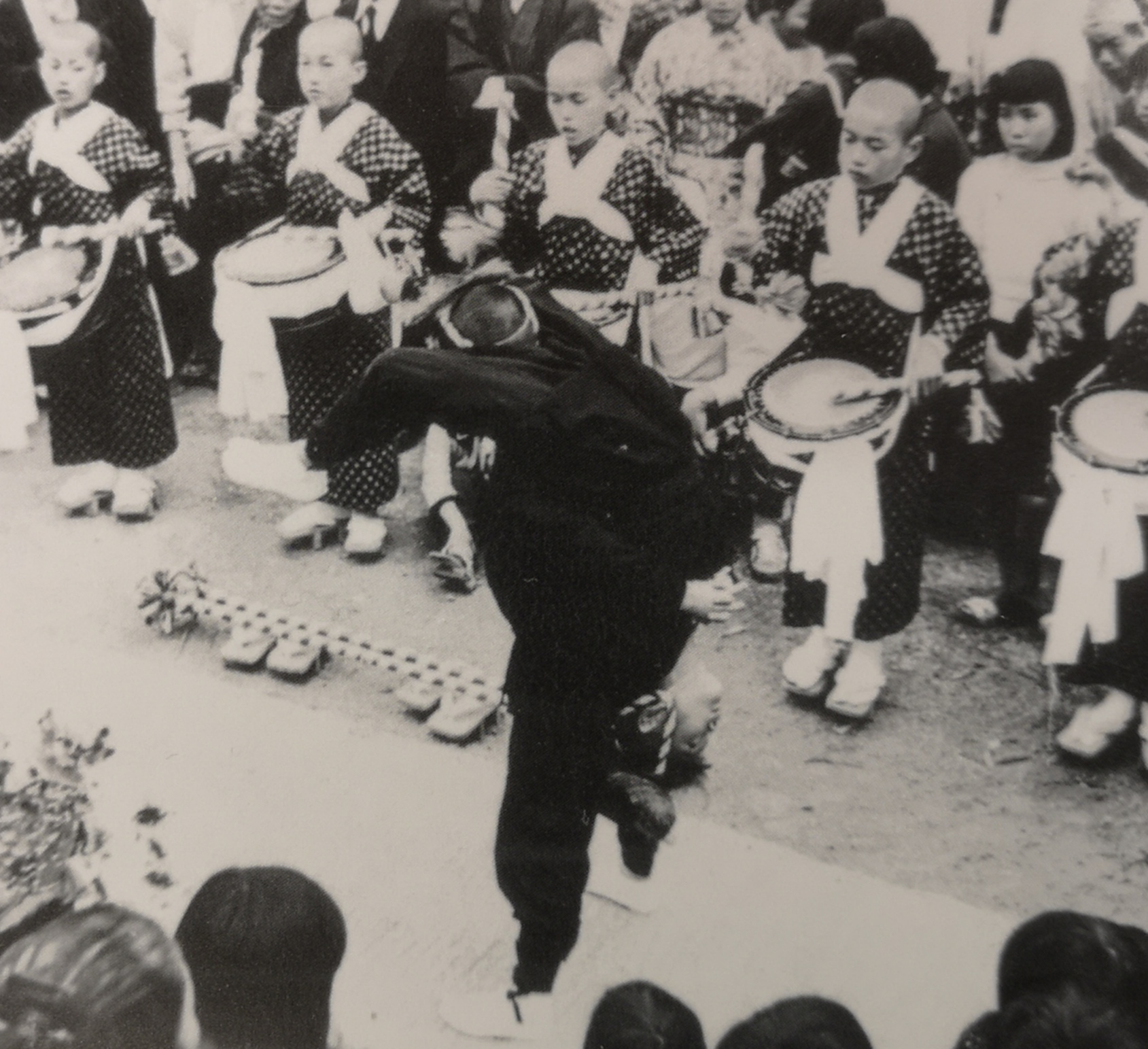
「丹波の芝むくり」1955年（昭和30年）

丹波の芝むくり（たんばのしばむくり）は、京丹後市峰山町丹波の式内社・多久神社の秋祭りに演じられる小児男子によって奉じられる神事で、郷土芸能。その囃子声から、「芝むくりチャー」あるいはたんに「チャー」とも呼ばれる。丹後半島をはじめとする旧丹波国の郷土芸能「笹ばやし」に伴う棒振の芸能部分が特徴的な発展をした稀な例として、「丹波の芝むくり」の名称で1985年（昭和60年）5月15日に京都府の登録無形民俗文化財に登録され、1986年（昭和61年）3月29日には当時の峰山町（現・京丹後市）の指定無形民俗文化財に指定された。

## 歴史
起源は古く、その様式から室町時代まで遡るとみられるが、定かではない。記録に残るもっとも古いところでは、1800年代前半（文化年間）の古文書『風俗問状答書』に神事として記録される。その囃子声から、「芝むくりチャー」あるいはたんに「チャー」とも呼ばれる。1813年（文化13年）頃には「ちゃう」と呼ばれたと記録されている。
五穀豊穣と子孫繁栄を氏神に祈願する行事として発祥し、原則として地元の小学5年生の男児が猿役を務める習わしがあり、これに選ばれるのは子どもたちにとっても栄誉なこととされた。郷土芸能として、万国博覧会に出演した。
丹後地方に広く伝わる「笹ばやし」の一種であるが、室町時代後期の風流の形式を残しながら、「笹ばやし」の棒振り部が特に発展した稀少な事例として、1985年（昭和60年）5月15日に京都府の登録無形民俗文化財に登録された。これを受けて1986年（昭和61年）3月、峰山町指定無形民俗文化財に指定され、町の合併に伴い2004年（平成16年）に京丹後市指定無形民俗文化財となった。21世紀には少子化により継承が途絶えがちとなっているが、地元保存会が振興に努める。
「丹波の芝むくり」と同様の伝統芸能は、全国に3カ所知られていて、但馬地方に多い。養父市八鹿町九鹿の日枝神社に伝わる「八鹿町九鹿ざんざか踊」などもそのひとつであり、兵庫県指定の無形民俗文化財に指定されている。

## 由来
一説によれば、芝むくりの「シバ」は「縛る」、「ムクリ」は「蒙古」を意味する。1281年（弘安4年）の蒙古襲来の折に必勝を祈願し、その戦に勝利した際に感謝を捧げるべく蒙古族を縛る様子を演じて奉じたとされる。
しかし、神事歌の由緒はさらに原始的な風情の高いものであることから、神に奉仕する猿が、神輿の渡御に先立ち道の芝を取り除いた（むくった）り、先導を務める若者がわさご竹（その年に生えた若竹）で道中の悪鬼を祓い清める様子から、『古事記』に描かれる天孫降臨の際に土地の神である猿田彦が途中まで迎えに出て道案内をしたという故事を象ったものが由来と思われ、丹波の芝むくりの発祥は蒙古襲来以前に遡るとするのが定説である。

## 祭礼次第
シュロでできた鬘を被り、茶色の法被、袴姿で猩々（猿）に扮した子ども2人が約1メートル（3尺）の小竹に紅白の紙を巻いた棒を持ち、組み合って反転する連続技など軽業を披露する。芸は21世紀初頭の時点で19種類が伝承されているが、いずれにも名前は無い。
竹は「わさご竹」と呼ばれる大振りの笹のような、その年の若竹であり、「神歩」と書いた飾り団扇が付けられている。この装飾は、この役が本来は「笹ばやし」における先導役シンポチであることの名残りである。
ほかに4人から6人の、紺絣の着物姿の子どもが「テンテコ、テンテコ、ちゃー」と、白布で腹の前に吊った小太鼓を打ちながら囃す。猿役の子どもは、この囃子方の「ちゃー」に合わせて、芸を奉じる。
伝承曲は、「宮入り」に相当する次の1曲のみが継承されている。この1曲で「ねりこみ（太鼓拍子のみ）」から「囃子（宮入の歌）」、続いて「猿の演技（太鼓拍子）」、ふたたび「囃子（宮入の歌）」の形に構成したのが丹波の芝むくりである。
この神事歌の意味するところは、次の通りであるが、神事に際し役を担う子ども達には、どういう意味の唄であるかは伝えられない。
祭礼では、神社での奉納に先立ち、地区内を巡行する。
鉢巻、袴、白足袋に雪駄履きの若者1人が威風堂々と先導を務め、太鼓打数名と猿役2人が続く。
一行は、御旅所、四辻、寺の各所で芝むくりを奉納した後、多久神社に還幸し、最後に神前で芝むくりを奉納する。

## 現地情報

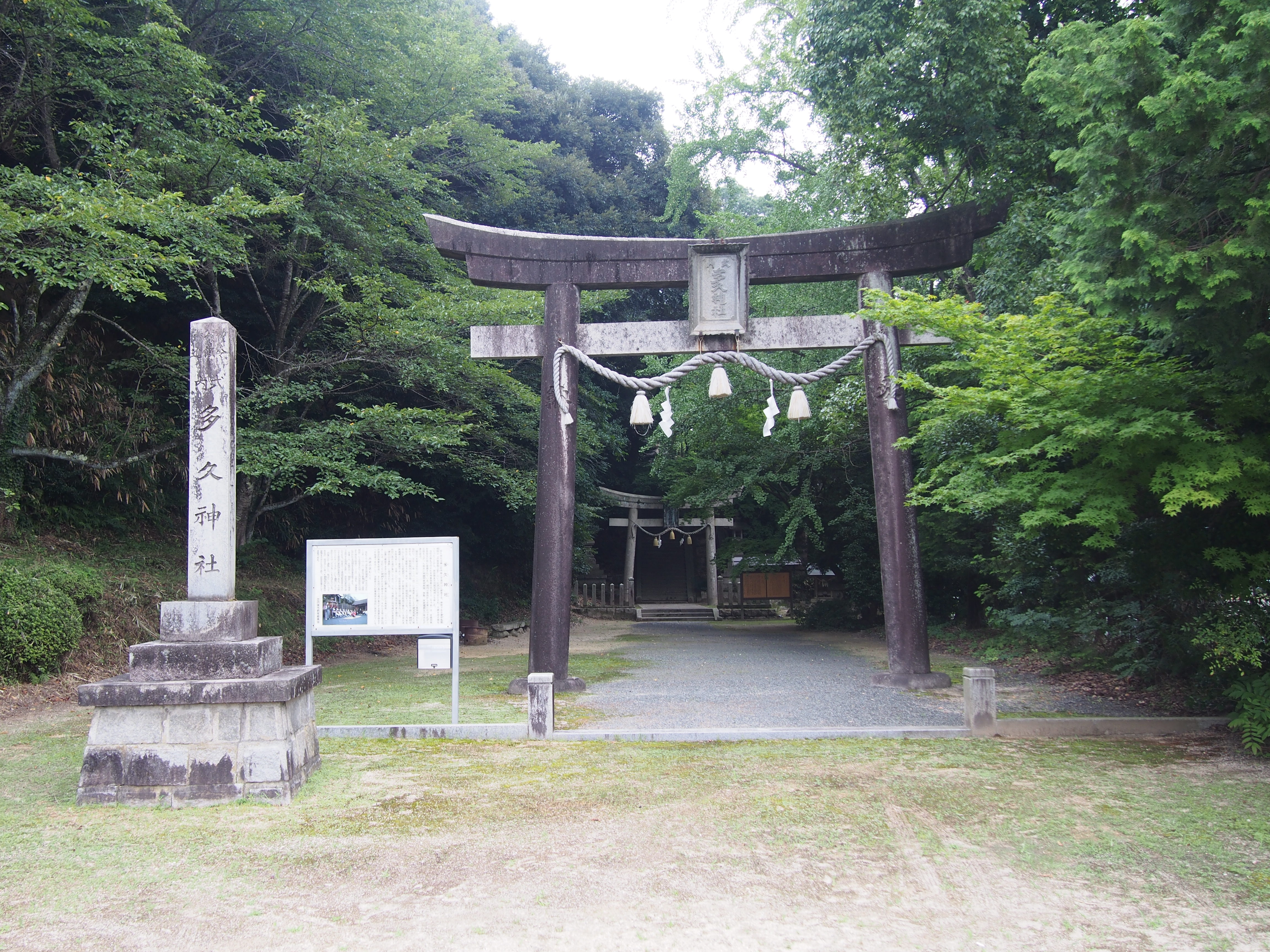
多久神社（峰山町丹波）

祭日
本来の例祭日は10月9日、10日であるが、21世紀初頭には10月中旬の土日となっている。
開催場所
多久神社（京都府京丹後市峰山町丹波）

### 註釈
1. ↑  腹に締太鼓をつけた複数名の太鼓方と、「シンボシ」と称される新発意役1名、唄い方十余名の編成で行う、かつての丹波国地域に伝わる伝統芸能。室町時代に端を発する風流小歌踊の流れを汲む[3]。笹と軍配団扇を手にしたシンポチ（新発意）、太鼓、音頭で構成され、側踊（踊り子）はいない。太鼓はほぼ締太鼓のみで、この拍子と小歌による囃子で構成される[4]。